# Ensoniq
Ensoniq Corporation è una società statunitense costruttrice di sintetizzatori elettronici, famosa tra gli anni 1980 e 1990 per aver prodotto sintetizzatori ad oscillatori digitali (DCO) e campionatori digitali.

## Storia
La Ensoniq fu fondata nel 1982 dall'ingegnere Robert Yannes. Yannes lasciò la MOS Technology (per conto della quale aveva progettato l'integrato MOS SID deputato alla generazione dei suoni presente all'interno dell home computer Commodore 64) ed assieme a Bruce Crockett e Al Charpentier diede vita alla Ensoniq.

## Prodotti
- 1985 - Ensoniq Mirage
- 1986 - Ensoniq ESQ-1
- 1986 - Ensoniq SDP-1 Sampled Digital Piano
- 1988 - Ensoniq SQ-80
- 1988 - Ensoniq EPS
- 1988 - Ensoniq VFX
- - Ensoniq SQ-1
- 1990 - Ensoniq EPS 16 Plus
- 1990 - Ensoniq SD-1
- - Ensoniq SQ-2
- - Ensoniq SQ-R
- 1992 - Ensoniq KS-32
- 1992 - Ensoniq ASR-10
- 1993 - Ensoniq TS 10
- 1993 - Ensoniq DP/4
- - Ensoniq DP/2
- 1996 - Ensoniq MR61
- 1996 - Ensoniq KT-76
- 1997 - Ensoniq ASR X
- 1997 - Ensoniq E Prime
- 1998 - Ensoniq Fizmo
- 1998 - Ensoniq ZR-76
- 1998 - Ensoniq ASR X Pro
- 1998 - Ensoniq PARIS Digital Audio Workstation
- 2002 - Ensoniq Halo (E-mu product using Ensoniq brand)